# Damir Kreilach
Damir Kreilach (Vukovár, 1989. április 16. –) horvát korosztályos válogatott labdarúgó, a kanadai Vancouver Whitecaps középpályása.

## Pályafutása

### Klubcsapatokban
Kreilach a horvátországi Vukovár városában született. Az ifjúsági pályafutását az Opatija csapatában kezdte, majd a Rijeka akadémiájánál folytatta.
2008-ban mutatkozott be a Rijeka felnőtt keretében. 2013-ban a német másodosztályban szereplő Union Berlinhez igazolt. 2018. február 7-én szerződést kötött az észak-amerikai első osztályban érdekelt Real Salt Lake együttesével. Először a 2018. március 4-ei, Dallas ellen 1–1-es döntetlennel zárult mérkőzésen lépett pályára. Első gólját 2018. április 22-én, a Colorado Rapids ellen hazai pályán 3–0-ra megnyert találkozón szerezte meg. 2023. december 29-én a kanadai Vancouver Whitecaps szerződtette.

### A válogatottban
Kreilach az U19-es és az U21-es korosztályú válogatottban is képviselte Horvátországot.

## Statisztikák
2024. augusztus 8. szerint
| Klub                | Szezon   | Osztály       | Bajnokság | Bajnokság | Kupa és Ligakupa | Kupa és Ligakupa | Nemzetközi | Nemzetközi | Összesen | Összesen |
| Klub                | Szezon   | Osztály       | Meccs     | Gól       | Meccs            | Gól              | Meccs      | Gól        | Meccs    | Gól      |
| ------------------- | -------- | ------------- | --------- | --------- | ---------------- | ---------------- | ---------- | ---------- | -------- | -------- |
| Union Berlin        | 2013–14  | 2. Bundesliga | 32        | 3         | 3                | 0                | —          | —          | 35       | 3        |
| Union Berlin        | 2014–15  | 2. Bundesliga | 33        | 7         | 1                | 0                | —          | —          | 34       | 7        |
| Union Berlin        | 2015–16  | 2. Bundesliga | 32        | 12        | 1                | 0                | —          | —          | 33       | 12       |
| Union Berlin        | 2016–17  | 2. Bundesliga | 33        | 9         | 1                | 0                | —          | —          | 34       | 9        |
| Union Berlin        | 2017–18  | 2. Bundesliga | 19        | 2         | 2                | 0                | —          | —          | 21       | 2        |
| Real Salt Lake      | 2018     | MLS           | 36        | 15        | 0                | 0                | —          | —          | 36       | 15       |
| Real Salt Lake      | 2019     | MLS           | 34        | 7         | 1                | 0                | 1          | 0          | 36       | 7        |
| Real Salt Lake      | 2020     | MLS           | 22        | 9         | 0                | 0                | —          | —          | 22       | 9        |
| Real Salt Lake      | 2021     | MLS           | 36        | 16        | 0                | 0                | —          | —          | 36       | 16       |
| Real Salt Lake      | 2022     | MLS           | 5         | 1         | 0                | 0                | —          | —          | 5        | 1        |
| Real Salt Lake      | 2023     | MLS           | 28        | 4         | 5                | 4                | —          | —          | 33       | 8        |
| Vancouver Whitecaps | 2024     | MLS           | 13        | 2         | 1                | 0                | 5          | 1          | 19       | 3        |
| Összesen            | Összesen | Összesen      | 313       | 87        | 15               | 4                | 6          | 1          | 344      | 92       |

## Sikerei, díjai
Vancouver Whitecaps
- Canadian Championship
  - Győztes (1): 2024

Egyéni
- MLS All-Stars: 2021